# Amalienau
Amalienau ist der Name eines ehemaligen Stadtteils von Königsberg (Preußen). Es wurde westlich von Neuroßgarten, südlich von Rathshof und südwestlich von Mittelhufen begrenzt. Das Villenviertel im Westen war für seine idyllische Schönheit berühmt.

## Geschichte
Die bis an das Gut Amalienau reichende Kaporner Heide wurde 1558 bis auf einen kleinen Rest abgeholzt. Noch 1802 gab es hier lediglich Wiesen, die erst nach und nach städtebaulich erschlossen wurden. Im Jahr 1858 wurde Amalienau auf den Status eines Gutsbezirks erhöht. Der Eigentümer Anton Douglas (1817–1883) war Gutsbesitzer von Amalienau, Erbpächter von Neue Bleiche und Eigentümer von Waldgarten bei Metgethen. Douglas war verheiratet mit Charlotte Warschauer, einer Tochter des Bankiers Marcus Warschauer und war der Schwager von Eduard von Simson.
Im Jahre 1898 gründeten die Architekten und Baubeamten Friedrich Heitmann und Joseph Kretschmann die Königsberger Bau- und Immobiliengesellschaft. Durch Baumaßnahmen der Terrainaktiengesellschaft entstand 1901 der Villenvorort Amalienau, der 1905 nach Königsberg eingemeindet wurde. Mit Maraunenhof löste Amalienau den Tragheim als bevorzugtes Wohnviertel Königsbergs ab.
Zudem befanden sich in Amalienau verschiedene Freizeiteinrichtungen. So waren hier das Hammerbad und die Zwillingsteiche (Königsberg) mit dem Café Alte Hammerschmiede zu finden. Außerdem war Amalienau Heimat der Königsberger Kunstakademie. Auch der Sportplatz von Prussia-Samland Königsberg lag hier an der Steffeckstraße. Zudem gab es eine Taubstummenanstalt, die Pädagogische Akademie und den I. Luisenfriedhof mit Katholischem Friedhof. Westlich der Fürstenschlucht lag der Neue Israel Begräbnishof.
Von 1926 bis 1945 sendete in Amalienau der Rundfunksender Königsberg-Amalienau.
Nach dem Zweiten Weltkrieg wurden die alten preußischen Villen zum Großteil von Funktionären der Sowjetunion genutzt. Aus diesem Grund blieb Amalienau im Gegensatz zu vielen anderen Vierteln Königsbergs nahezu vollständig erhalten. Heute gehört der ehemalige Stadtteil Amalienau zum Kaliningrader Zentralrajon.
Im Zuge der nach Siegfried Körte benannten Körteallee erinnerten zwei Plätze an Friedrich Wilhelm III. (Preußen) und seine Frau Luise von Mecklenburg-Strelitz.

## Häuser

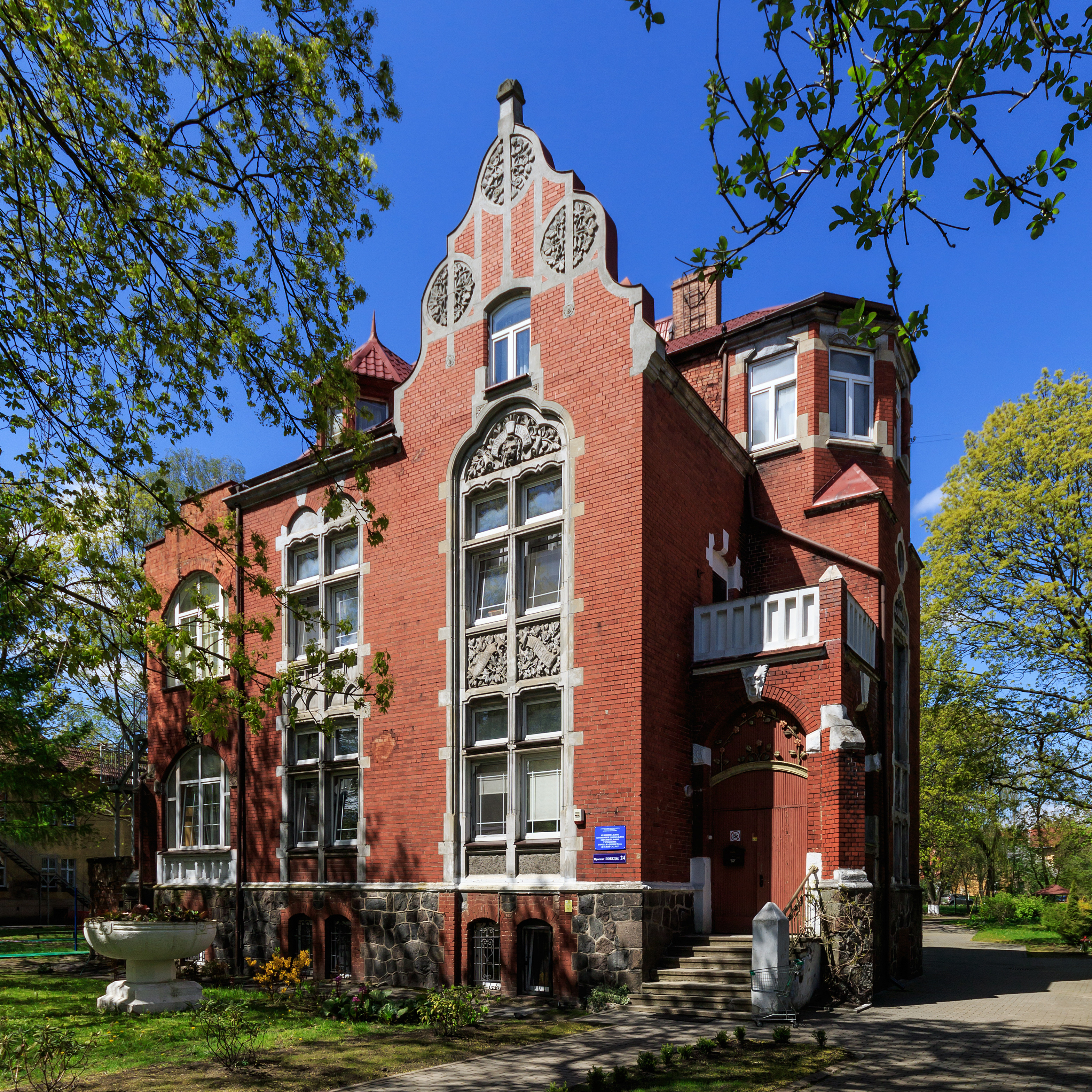
Villa Schmidt
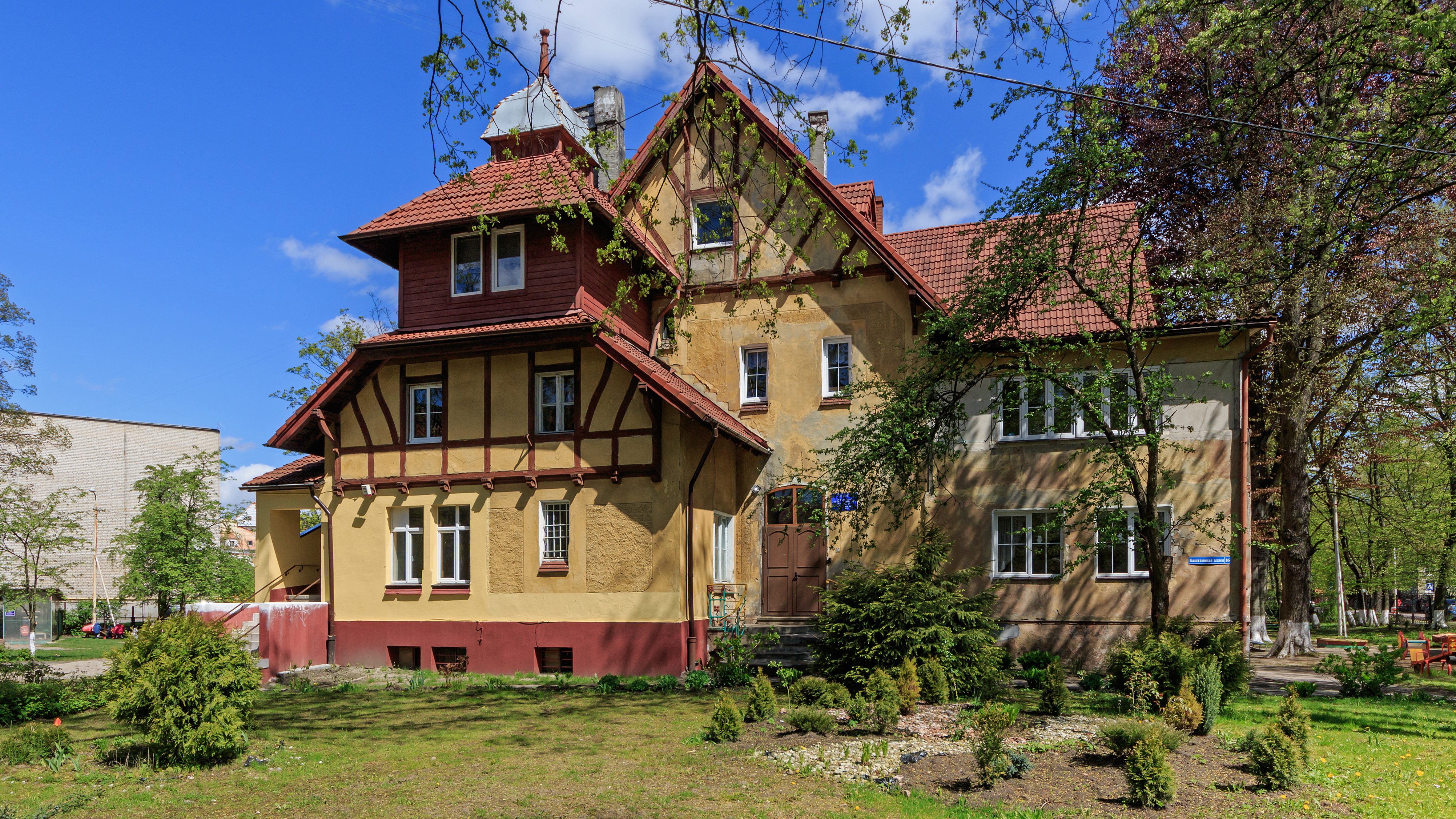
Kastanienallee 16

## Sakralbauten
- Königin-Luise-Gedächtniskirche (Kaliningrad) an der Hufenallee, Gemeindekirche für Hufen und Amalienau.
- Adalbertkirche (Königsberg), 1904 erbaut

## Klein Amalienau
Nordwestlich der Hufen gelegen, hatte Klein Amalienau einen Militärluftschiffhafen. Die 1911 fertiggestellte Halle war 170 m × 50 m × 37 m groß und konnte zwei Luftschiffe aufnehmen. Nach einer jüngeren ortsgeschichtlichen Quelle hatte sie die größten Torflügel der Welt.